# コーディアル
コーディアル（英語: cordial）は、身体を活気づけ、刺激する効果（滋養強壮作用）のある食品、主にアルコール飲料のこと。
心臓に良いとされた様々な飲み物を混ぜ合わせたものが、古くは医薬品として使用されたことに由来する（cordialは「心からの」という意味の形容詞である）。
コーディアルの中には、多くの錬金術師が太陽の光の"cordial vertues"を含んでいるとしていた明るい黄色い色合いを持ち（ロソーリオ、イタリア語で「太陽のしずく」の意）、金箔のフレークが入っているものがある。

## リキュール
アルコールを含むコーディアルは、通常リキュールと呼ばれる。

## もう一つのコーディアル
イギリスとオーストラリアでは、コーディアルはハーブやフルーツを漬け込んだ極めて甘い（たいていは完全に人工的な）濃縮されたノンアルコール飲料を指し、水でうすめて味わう。コーディアルは胃の不調に効果があるともいわれる。スカッシュも時にはコーディアルと呼ばれる。
甘い飲み物として子供が飲むことが多く、それ故に児童文学作品にも薬用酒と混同される形で登場することがある。『赤毛のアン』のいちご水 (raspberry cordial) や、『ライオンと魔女』に登場する薬酒などもコーディアルである。